# 보충수업
보충수업(補充授業, 영어: extra mandatory classes)은 대한민국 초·중등 교육법에 의거한 교과 및 교육과정에 해당하는 정규 수업 이외에 별도로 시간과 과목을 정하여 프로그램을 짜고 이를 학교 건물 안에서 운영하는 것을 말한다. 주로 중학교와 고등학교에서 실시하고 있다.

## 목적
이러한 별도 교육과정의 취지는 정규 수업만으로 부족한 학습을 필요한 대상에게 제공하기 위한 것이었지만, 실제 현황은 모든 학생들이 참여하는 정규 수업의 연장으로 나타났으며, 상급 학교 입시에서 큰 비중을 차지하는 과목들로만 프로그램을 편성하면서 입시 준비를 위한 학습 지도에 치중해왔다.

## 운영
초기에는 보충수업 실시 여부를 결정하는 재량이 교육감에게 있었다가 후에 각 학교 교장이 실정에 맞게 자율적으로 결정할 수 있게 되었으나, 사실상 다양성을 띤 운영 사례는 찾아보기 힘들고 거의 대부분 학교가 영어나 수학 등 특정 과목 위주로 된 프로그램을 운영하고 있다.
보충수업 프로그램의 수강료는 정규 교육과정과는 별도로 피교육자가 부담한다. 그리고 보충수업 프로그램에 강사로 참여하는 교사들은 맡은 수업 시수에 따라 별도로 '지도 수당'을 받는다. 보통 시간당 단가로 산정되며 이중 10%는 학교 수용비로 보충수업시 사용되는 시설에 대한 공과금 및 각종 수업자료 인쇄 문서 종이 등 구입등 경비로 지출된다. 또한 실제로는 수업 시수를 배정받지 않아 학습지도를 하지 않는 교감과 교장도 대개 관리·감독이라는 명목으로 수강료 중 일부를 분배받는다고 하지만 이는 불법이다.
학기 중에 운영하는 프로그램과는 별도로 여름 방학과 겨울 방학 기간 중 10~14일에 걸쳐 1일 4~5교시 정도로 편성하여 집중적으로 운영하는 형태도 있다. 이때도 편성 교과와 수업 방식, 수강료 등은 학기 중 실시하는 보충수업과 크게 다르지 않지만, 연간 출석 일수에는 포함되지 않는다.
학기 중 또는 방학 때 이뤄지는 국영수 보충수업은 보통 부족한 수업시수를 채우기 위한 진도 수업으로 실제로 수업의 연장으로 보기도 한다. 그래서 학생들은 보충수업을 필수적으로 수강하게 되는 경우가 있으며 역시 보충수업비를 지급하게 된다. 여기서 일부 학부모와 학생들은 정규수업시간에 어떤 사유든지 정해진 분량의 진도를 가르치지 못한 부분을 별도의 보충 수업을 통해 보강형식을 띄면서 별도의 수업료를 더 받는 것에 이의를 제기하기도 하고 방학중 교원들이 수업이 없어도 수업료로부터 급여를 지급받으면서 동시에 보충수업으로 별도 수업료를 받는 것에 대해 이의를 제기하기도 한다. 보충수업비는 1995년만해도 불법사항으로 일선 교사가 교육부장관을 직무유기로 고발하기도 하였다. <1995 04.24 한겨레 "보충수업비 수당 지급 불법" 현직교, 교육부장관 고발> 그러나 현재는 보충수업을 유치 하려고 하며 일부 초등학교에서는 보충수업을 배정받거나 폐강되지 않기 위해 학생과 학부모와 유치하고자 하는 경우도 발생한다고 한다.

## 다른 명칭
명칭은 다르지만 실제 교육 현장에서 적용되는 실태는 거의 비슷한 프로그램으로 '특기 적성 교육'과 '수준별 보충수업'이 있다. 학습자들의 개성에 따라 특기와 적성을 계발하고 발달시키려는 의도에서 도입한 것이 '특기적성교육'이었고, 학생들을 학업 성취 수준별로 나누어 반을 편성하고 그에 따라 맞춤 지도를 한다는 취지에서 시작된 것이 '수준별 보충학습'이다. '특기적성교육'에는 해당 학교에 소속된 교사뿐만 아니라 외부에서 초빙한 학원 강사와 다양한 분야의 전문가도 강사진으로 참여할 수 있도록 했다. 그러나 원래 취지와는 달리 입시만을 위한 학습 지도로 일관되어 학생들에게 정신적 부담을 가중시킨다는 비판이 끊이지 않고 있다.
그 밖에 "방과후 학교" 또는 "방과후 수업"이라고 부르는 형태도 있으며 보통 초등학교와 중학교에서 이러한 명칭의 프로그램을 운영하는데, 고등학교에서와 마찬가지로 영어에 할애하는 비중이 큰 편이지만 예·체능 계열 과목이 포함되기도 한다는 점과 방학 중 보충수업은 거의 실시하지 않는다는 점 등에서 약간 차이가 있다.

## 사교육과 보충수업의 관계
그동안 교육과학기술부 등 역대 교육 주관 기관에서 내놓은 사교육비 경감 대책으로 빠짐 없이 등장했던 보충수업에 대해 찬성하는 여론이 주로 무소득층 학부모를 중심으로 형성되어 왔지만, 보충수업이 꾸준히 실시되고 있는 중에도 사교육 시장 규모는 급속히 커져 왔던 현실에 비추어 볼 때, 눈에 띄는 경감 효과가 있었다고 보기는 힘들다.

## 교육 정상화 측면에서 본 보충수업
외부 강사를 초빙해 운영하는 프로그램은 재정적·환경적 여건이 어려운 농·어촌 지역 학교에서 유지하기가 어려운 실정이어서 거의 대부분 그 학교에 근무하는 교사들로 강사진을 구성하게 되는데, 이에 따른 교사의 과로로 인해 도리어 정규 수업의 질을 떨어뜨릴 우려가 있다는 문제점을 지적하는 의견도 있다. 극단적인 사례로는 과로로 인한 교사 사망 사고가 보충수업과 연관되어 언론에 보도되는 일도 그동안 몇 차례 있었다.

## 같이 보기
- 자율학습
- 대한민국의 대학 입시 제도